# سیارک ۸۴۰۱
سیارک ۸۴۰۱ (به انگلیسی: 8401 Assirelli، نامگذاری:1994DA) هشت هزار و چهارصد و یکمین سیارک کشف شده‌است که در ۱۶ فوریه ۱۹۹۴ کشف شد.